# My Name Is Earl
(Tagline della serie televisiva)
My Name Is Earl è una serie televisiva statunitense creata da Greg Garcia e prodotta dalla 20th Century Fox dal 2005 al 2009.

## Trama
(Frase introduttiva di ogni episodio della serie televisiva)
Earl J. Hickey è un trentenne fannullone che conduce una vita disordinata e sregolata, dedito a piccoli furti e crimini, assieme alla moglie Joy, ai suoi due figli legittimi ma non biologici, Earl Jr. e Dodge, e all'inseparabile fratello Randy. La sua vita cambia radicalmente quando una mattina vince 100 000 dollari grazie a un biglietto del gratta e vinci. Mentre gioisce per la vincita viene investito da un'automobile, perdendo così il tagliando vincente e finendo all'ospedale. Dopo l'incidente, Earl perde anche la moglie, che con l'inganno gli fa firmare il foglio del divorzio, e la casa, occupata ora dal suo amico Darnell detto "Gamberone", amante, padre del secondo figlio di Joy e poi anche marito di lei.
Durante la degenza Earl viene a conoscenza del Karma, il principio secondo cui per ogni azione che si compie ne ritornerebbe indietro un'altra dello stesso tipo. L'uomo comincia a riflettere sulla vita e sulla sua condotta, arrivando a concludere che le numerose cattive azioni sono la causa del suo malessere, decidendo perciò di rimediare: stila una lista di tutte le cattiverie commesse fin lì, cercando di rimediare a una a una a tutte le sue colpe per poter così vivere finalmente una vita tranquilla e pulita.
Nel motel dove si trasferisce a vivere insieme a suo fratello Randy, Earl incontra Catalina, una giovane immigrata clandestina messicana addetta alle pulizie, che stringe subito una forte amicizia con i due fratelli e decide di aiutarli nel loro compito. Dopo aver eliminato il suo primo punto dall'elenco, Earl ritrova sotto la sua scarpa destra il gratta e vinci smarrito dopo essere stato investito; grazie alla vincita Earl può quindi dedicarsi a tempo pieno alla cancellazione dei numerosi punti contenuti nella sua lista.

## Episodi
Negli Stati Uniti My Name Is Earl è stata trasmessa in prima visione da NBC dal 20 settembre 2005 al 14 maggio 2009. In Italia la messa in onda televisiva della serie, trasmessa da Italia 1, è sempre stata molto travagliata. La prima stagione, partita il 18 settembre 2006, venne interrotta bruscamente due mesi più tardi e gli ultimi episodi furono trasmessi a intervalli di tempo, con una programmazione irregolare e discontinua. Dopo una lunghissima pausa il telefilm è tornato in onda in prima visione con la trasmissione della seconda stagione, iniziata il 9 giugno 2009 e interrotta improvvisamente dopo i primi 11 episodi il 25 agosto. La messa in onda è poi ripresa di nuovo un anno dopo e cioè il 3 giugno del 2010 fino al 1º luglio (ad eccezione del 19º episodio della stagione, trasmesso il 10 novembre). Gli episodi della terza stagione sono cominciati il 17 novembre 2010, seguiti da quelli della quarta dal 17 dicembre al 26 gennaio 2011.
| Stagione         | Episodi | Prima TV originale | Prima TV Italia |
| ---------------- | ------- | ------------------ | --------------- |
| Prima stagione   | 24      | 2005-2006          | 2006-2007       |
| Seconda stagione | 23      | 2006-2007          | 2009-2010       |
| Terza stagione   | 22      | 2007-2008          | 2010            |
| Quarta stagione  | 27      | 2008-2009          | 2010-2011       |

## Personaggi e interpreti
- Earl J. Hickey (stagioni 1-4), interpretato da Jason Lee, doppiato da Pasquale Anselmo.
È il protagonista e narratore dello show. Nato il 25 aprile 1970, è l'ex-marito di Joy, la quale si è sposata con Gamberone, ma nonostante questo i due sono amici (anche se di solito i rapporti tra i due si limitano allo scambio di saluti: Gamberone esclama «Bella, Earl», ed Earl risponde «Ehilà, Gamberone»). Prima che scoprisse i poteri del Karma era un ladro professionista e, assieme ai suoi amici, formava una banda. Earl è un grande fan di band southern rock e heavy metal come AC/DC, Def Leppard, Motörhead, Judas Priest[4], Creedence Clearwater Revival, Lynyrd Skynyrd, Van Halen, Guns N' Roses, Iron Maiden e Metallica. Il suo nome doveva essere Carl, ma al momento della registrazione del nome all'anagrafe, in una situazione comica, la "C" di Carl venne scambiata per una "E". La sua auto è una Chevrolet El Camino rossa, con cofano e portiera sinistra azzurri.
- Randy Hickey (stagioni 1-4), interpretato da Ethan Suplee, doppiato da Stefano Crescentini.
È il fratello minore di Earl. All'apparenza è piuttosto tardo, ma moltissime volte si nota che non è così, visto che spesso aiuta il fratello nell'impresa di cancellare la lista del protagonista. Ha un animo molto dolce, la fobia dei pennuti, ed è innamorato di Catalina. Quando beve quattro birre riesce ad avere un'ottima abilità nel dire bugie, ma se ne beve di più rischia di fare grossi danni; inoltre, quando non mangia diventa aggressivo con chi gli sta intorno.
- Joy Turner (stagioni 1-4), interpretata da Jaime Pressly, doppiata da Anna Cesareni.
È l'ex moglie di Earl, ora sposata con Gamberone. Ha due figli: Dodge, del cui padre non ricorda praticamente nulla, ed Earl Jr, frutto di un rapporto extraconiugale con il suo futuro secondo marito quando era sposata con Earl. Odia Catalina, la cameriera dell'albergo dove alloggia Earl. All'inizio della serie ha divorziato dal protagonista, ma dopo aver scoperto che lui aveva vinto 100.000 dollari ha cominciato a perseguitarlo per averne la metà, senza successo. Il suo carattere, inizialmente scontroso e sconsiderato, si è man mano attenuato, diventando anche una brava madre. Possiede una Subaru BRAT, aerografata interamente con la bandiera degli Stati Uniti d'America.
- Darnell "Gamberone" Turner (in originale: "Crabman") (stagioni 1-4), interpretato da Eddie Steeples, doppiato da Alessandro Quarta.
È il nuovo marito di Joy. Uomo di colore, ha avuto un figlio da sua moglie mentre lei era ancora sposata con Earl. Lavora al fish bar, dove è famoso per la sua salsa. Possiede una tartaruga, da lui chiamata "Gamberuga"[5], che ha come tana una vaschetta rubata in passato da Earl. All'apparenza sembra piuttosto infantile, ma guardando meglio si capisce che non è così. È solito salutare il protagonista esclamando «Bella, Earl». In passato si chiamava Harry Monroe, ma dopo essere entrato nel programma protezione testimoni ha poi acquisito la nuova identità di Darnell Turner.
- Catalina Aruca (stagioni 1-4), interpretata da Nadine Velazquez, doppiata da Daniela Calò.
È una bella ragazza messicana che lavora come cameriera nel motel in cui alloggiano Earl e il fratello Randy (il quale ha una cotta per lei). Trova odiosa Joy, e per questo tante volte hanno litigato, per poi essere fermate dai loro amici. È arrivata negli Stati Uniti d'America in maniera clandestina, e spesso si assiste a Catalina che parla in spagnolo dicendo cose apparentemente insensate. Spesso le presunte invettive rivolte da Catalina a Joy in spagnolo sono in realtà saluti o commenti rivolti ai telespettatori, in una chiara rottura della quarta parete.

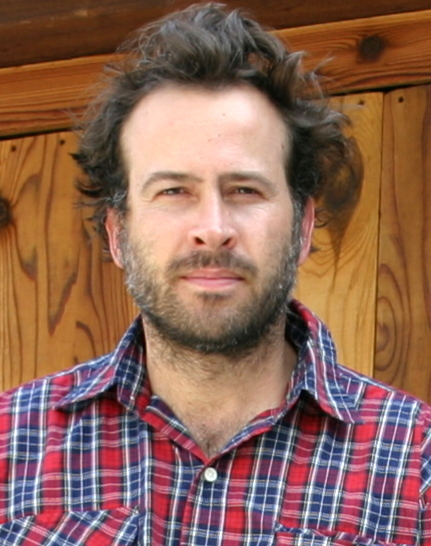
Jason Lee interpreta Earl J. Hickey
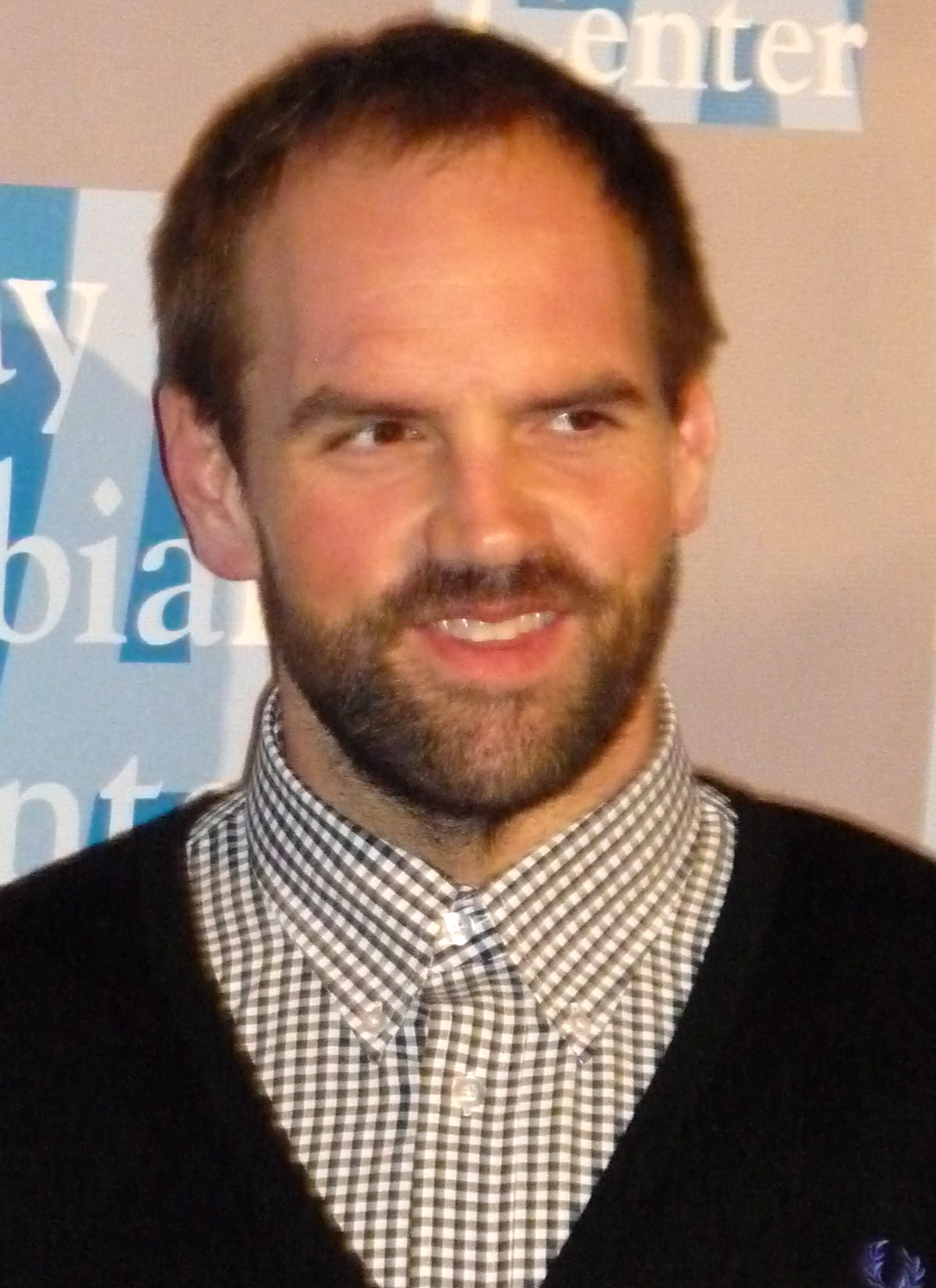
Ethan Suplee interpreta Randy Hickey
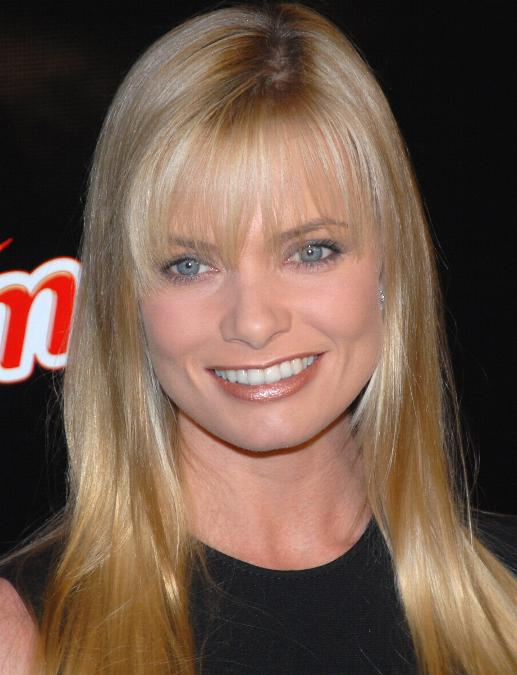
Jaime Pressly interpreta Joy Turner
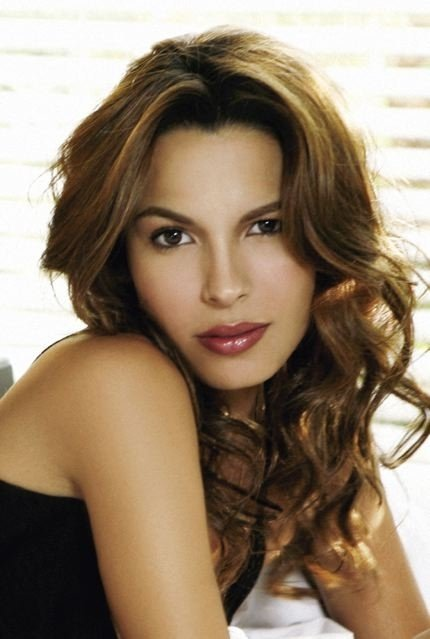
Nadine Velazquez interpreta Catalina Aruca

## Produzione
Dopo quattro stagioni di buon successo, con una media di 4.500.000 spettatori, il 19 maggio 2009 la NBC ha cancellato la serie; dopo una paventata possibilità in cui la Fox, di proprietà della 20th Century Fox che produce lo show, o che il canale via cavo TBS recuperassero la serie per una quinta stagione, l'attore Ethan Suplee ha comunicato, a fine maggio, tramite la sua pagina Twitter, che la serie era stata ufficialmente cancellata. La notizia ha lasciato sgomento Greg Garcia, il creatore della serie, che non si aspettava minimamente la cancellazione, e che così non ha avuto modo di dare un epilogo allo show.
Tuttavia, nella nuova serie creata da Greg Garcia nel 2010, Aiutami Hope!, la storia di Earl Hickey viene menzionata come facente parte di un universo narrativo condiviso, e conclusa prima dell'inizio delle vicende della stessa: infatti è possibile ascoltare, nel primo episodio, un giornalista televisivo raccontare la notizia di un uomo che è riuscito a rimediare a una lista di torti da questi commessi in passato, dichiarando che "nessuno potrebbe mai credere a come è andata a finire", prima che la televisione venga spenta; è ovvio il riferimento a Earl e alla sua lista, nonché all'improvvisa cancellazione di My Name Is Earl. Nonostante la fine improvvisa di My Name Is Earl, sempre attraverso la visione di Aiutami Hope!, si può capire che Earl è riuscito a finire completamente la lista, dato che lo stesso giornalista dice anche che Earl è riuscito a completarla.

### Ambientazione
Non si sa esattamente dove si trovi Camden County, la cittadina in cui è ambientata la serie. Nell'episodio Il professore della prima stagione viene detto che si trovi nel Maryland. Invece nell'episodio Inside Probe viene detto che si trova nel New Jersey. Le riprese della serie sono state effettuate a Lake Balboa, una città della San Fernando Valley, nella California meridionale.

## Riconoscimenti

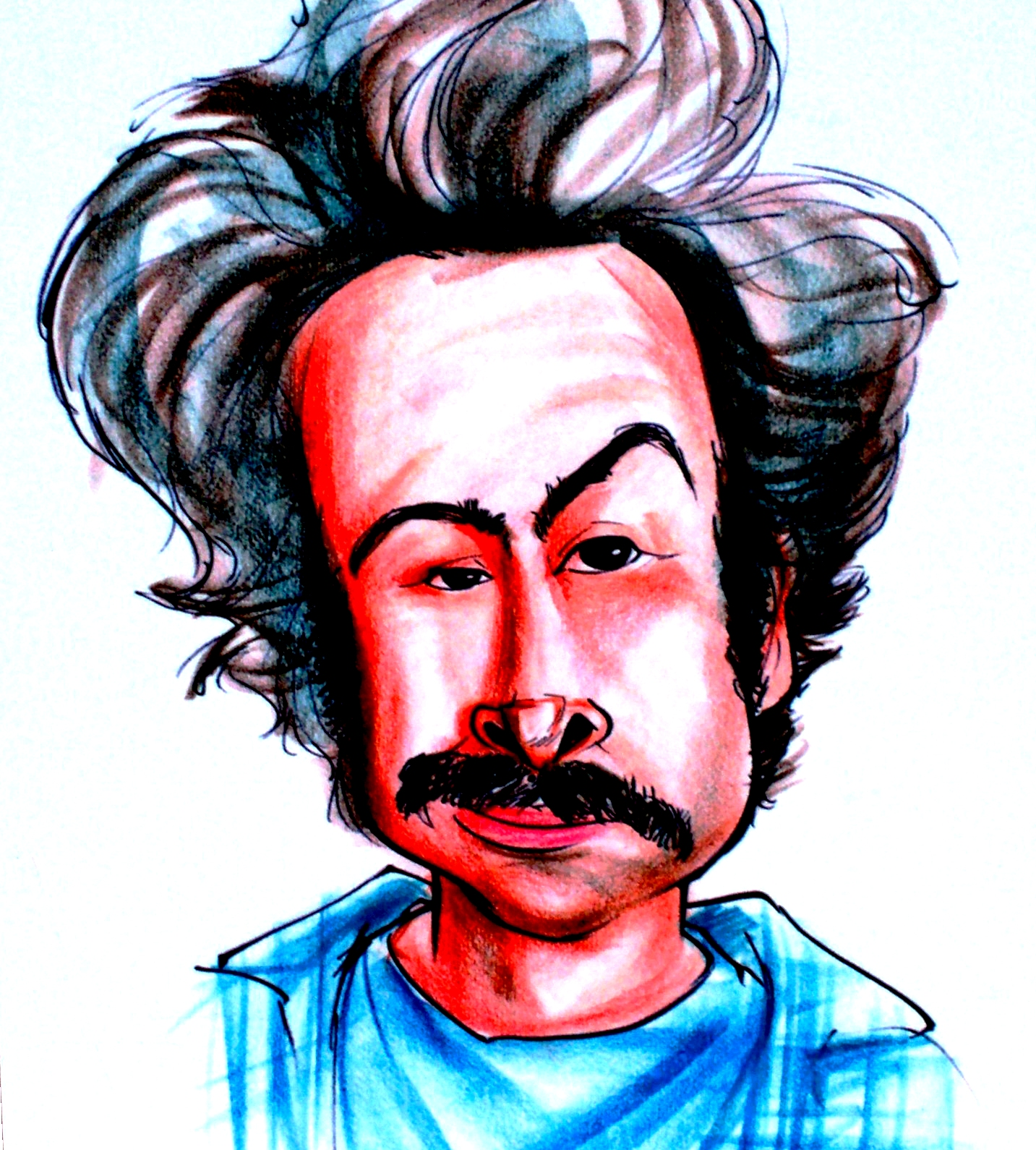
Caricatura di Earl

### Vinti
- 2006 - Premio Emmy
  - Outstanding Directing for a Comedy Series a Marc Buckland per l'episodio La lista di Earl, prima stagione
  - Outstanding Writing for a Comedy Series a Gregory Thomas Garcia per l'episodio La lista di Earl, prima stagione
  - Outstanding Casting for a Comedy Series a Dava Waite
  - Outstanding Single-Camera Picture Editing for a Comedy Series a Lance Luckey
- 2006 - GLAAD Media Awards
  - Best Individual Episode per l'episodio La lista di Earl, prima stagione
- 2006 - People's Choice Awards
  - Favorite New TV Comedy
- 2007 - Premio Emmy
  - Outstanding Supporting Actress in a Comedy Series a Jaime Pressly

### Candidature
- 2006 - Golden Globe
  - Best Television Series, Musical or Comedy
  - Best Actor in a Television Series, Musical or Comedy a Jason Lee
- 2006 - Premio Emmy
  - Outstanding Supporting Actress in a Comedy Series a Jaime Pressly
- 2006 - Screen Actors Guild Awards
  - Best Actor in a Comedy Series a Jason Lee
  - Best Ensemble in a Comedy Series
- 2007 - Golden Globe
  - Best Actor in a Television Series, Musical or Comedy a Jason Lee
- 2007 - Premio Emmy
  - Outstanding Guest Actor in a Comedy Series a Beau Bridges
  - Outstanding Guest Actor in a Comedy Series a Giovanni Ribisi
  - Outstanding Single Camera Picture Editing for a Comedy Series a Lance Luckey
  - Outstanding Single Camera Picture Editing for a Comedy Series a William Marrinson
  - Outstanding Sound Mixing for a Comedy or Drama Series (Half-Hour) And Animation a C. Darin Knight, David Rawlinson e Peter Kelsey
- 2007 - Screen Actors Guild Awards
  - Best Actor in a Comedy Series a Jason Lee
  - Best Actress in a Comedy Series a Jaime Pressly
- 2007 - British Academy Television Awards
  - International Programme of the Year
- 2007 - People's Choice Awards[8]
  - Favorite TV Comedy
- 2008 - Golden Globe
  - Best Actress in a Supporting Role in a Series, Mini-Series or Motion Picture Made for Television a Jaime Pressly
- 2008 - Premio Emmy
  - Outstanding Cinematography For A Half Hour Series a Michael Goi per l'episodio Stole A Motorcycle, terza stagione
- 2008 - British Academy Television Awards
  - International Programme of the Year
- 2008 - GLAAD Media Awards
  - Best Individual Episode per l'episodio The Gangs of Camden County, terza stagione
- 2008 - People's Choice Awards
  - Favorite TV Comedy
- 2009 - Premio Emmy
  - Outstanding Guest Actress in a Comedy Series a Betty White
  - Outstanding Stunt Coordination a Al Jones

## Trasmissione internazionale
Questi sono i titoli della serie usati in altri stati:
- Russia: Меня зовут Эрл
- Ungheria: A nevem Earl
- Francia: Earl
- Slovenia: Jaz sem pa Earl
- Finlandia: Kovan onnen kundi
- Spagna: Me llamo Earl
- Estonia: Minu nimi on Earl
- Germania: My Name Is Earl
- Croazia: Zovem se Earl

## Edizioni home video
Le edizioni in DVD della serie televisiva sono distribuite dalla 20th Century Fox Television.
| Titolo                             | n. dischi | Data pubblicazione USA | Data pubblicazione Italia | Produzione                  |
| ---------------------------------- | --------- | ---------------------- | ------------------------- | --------------------------- |
| My Name Is Earl - Stagione uno     | 4         | 19 settembre 2006      | 25 settembre 2006         | 20th Century Fox Television |
| My Name Is Earl - Stagione due     | 4         | 25 settembre 2007      | 28 gennaio 2008           | 20th Century Fox Television |
| My Name Is Earl - Stagione tre     | 4         | 30 settembre 2008      | 20 ottobre 2008           | 20th Century Fox Television |
| My Name Is Earl - Stagione quattro | 4         | 15 settembre 2009      | 13 aprile 2011            | 20th Century Fox Television |